# 4072 Yayoi
4072 Yayoi è un asteroide della fascia principale. Scoperto nel 1981, presenta un'orbita caratterizzata da un semiasse maggiore pari a 2,1451609 UA e da un'eccentricità di 0,0641453, inclinata di 2,16318° rispetto all'eclittica.